# 龙场乡 (六枝特区)
龙场乡是中国贵州省六盘水市六枝特区下辖的一个乡。

## 行政区划
龙场乡下辖龙场居委会、龙场村、迎新村、红旗村、林场村、永丰村、迎风村、双龙村、陇木村、新院村、新场坝村、营盘村。